# Große Pazifische Schwimmkrabbe
Die Große Pazifische Schwimmkrabbe (Portunus pelagicus) ist eine große Krabbenart aus der Familie der Schwimmkrabben, die in den Gezeitenzonen im Indopazifik vorkommt. Der indonesische Trivialname ist Rajungan und auf den Philippinen wird die Art als Alimasag bezeichnet.

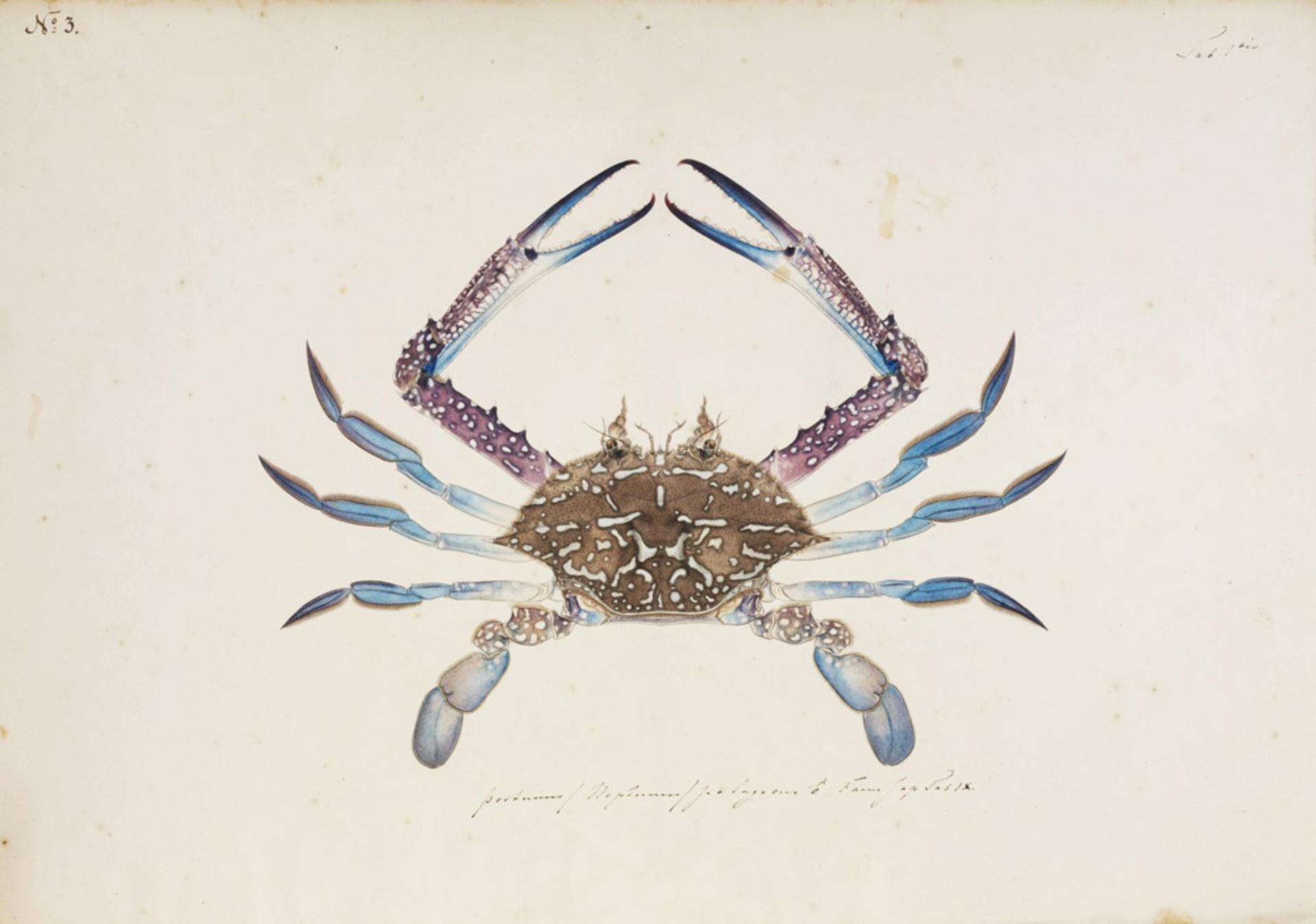
Aquarell des japanischen Künstlers Kawahara Keiga

## Merkmale
Der Panzer ist grob bis körnig mit deutlichen Bereichen. Die Stirnfläche (zwischen den beiden Augen) hat vier spitze Dreieckszähne. An den vorderen und seitlichen Rändern befinden sich neun Zähne. Der äußerste Zahn ist zwei bis vier Mal größer als die daneben liegenden Zähne. Die Scheren sind länglich (mehr bei den Männchen als bei den Weibchen) mit einem konischen Zahn an der Basis der Finger. Am Innenrand des Merus befinden sich drei Dornen. Die Beine sind seitlich bis zu unterschiedlichen Graden abgeflacht, die letzten zwei Segmente des letzten Paares sind paddelartig. Der Panzer des Männchens ist hellblau mit weißen Flecken, die Weibchen sind mattgrün. Der Panzer weist eine Breite von bis zu 20 Zentimeter auf.

## Systematik
Ursprünglich bestand Portunus pelagicus aus einem Artenkomplex, dessen Verbreitungsgebiet sich vom Mittelmeer, über das Rote Meer, dem Persischen Golf, Ost- und Südafrika, dem Indischen Ozean bis zu den indopazifischen Gewässern Indonesiens, der Philippinen, Australiens und ostwärts bis Neukaledonien erstreckte. Eine Revision aus dem Jahr 2010 kam zu dem Ergebnis, dass dieser Komplex aus vier morphologisch verschiedenen, geografisch abgegrenzten Arten besteht. Das Verbreitungsgebiet von Portunus segnis erstreckt sich im westlichen Indischen Ozean und im Mittelmeer, in Südafrika, Ostafrika, im Roten Meer, Golf von Aden, Sokotra, Südoman, im Persischen Golf, Golf von Oman, Pakistan und westlich des indischen Subkontinents. Portunus pelagicus sensu stricto kommt im westlichen Pazifik, von Japan bis Indonesien, von der Straße von Malakka bis Thailand und im australischen Northern Territory vor. Portunus reticulatus kommt im östlichen Indischen Ozean, östlich des indischen Subkontinents, Sri Lanka und im Golf von Bengalen vor. Portunus armatus ist auf australische Gewässer bis nach Neukaledonien beschränkt.

## Lebensweise und Ökologie
Die Krabben bleiben die meiste Zeit unter Sand oder im Schlamm begraben, vor allem tagsüber und im Winter, was ihre hohe Toleranz gegenüber Ammonium (NH4+) und Ammoniak (NH3) erklärt. Bei Flut kommen sie heraus und gehen auf Nahrungssuche. Sie ernähren sich von verschiedenen Organismen wie Muscheln, Fischen und in geringerem Maße Makroalgen. Aufgrund ihrer abgeflachten Beine, die an Paddel erinnern, können sie ausgezeichnet schwimmen. Im Gegensatz zur Krabbenart Scylla serrata können sie jedoch nicht lange Zeit außerhalb des Wassers überleben.
Die Große Pazifische Schwimmkrabbe begibt sich häufig in die Ästuare, um Nahrung und Schutz zu finden. Ihr Lebenszyklus hängt von den Ästuaren ab, da die Larven und Jungkrabben diese Lebensräume für Wachstum und Entwicklung nutzen. Während der Brutzeit begibt sich das Weibchen in flache Meereslebensräume, laicht und die geschlüpften Zoealarven wandern in die Ästuare. Während dieser Zeit ernähren sie sich von mikroskopisch kleinem Plankton und entwickeln sich in etwa acht Tagen vom Zoea-I-Stadium zum Zoea-IV-Stadium. Nach weiteren vier bis sechs Tagen erreichen sie das letzte Larvenstadium, die Megalopa, wo sich die Chelidae bilden. Auch nach dem Übergang von der planktischen Lebensweise der Zoea zum Bodenleben der fertigen Krabbe verbleiben die Jungkrabben einige Zeit in den Ästuaren, die ihnen Schutz und Nahrung bieten.

## Kommerzieller Fang
Diese Art ist im gesamten Indopazifik kommerziell wichtig, wo sie als traditionell hartschalige oder als weichschalige Krabbe angeboten wird. Sie gilt in ganz Asien als Delikatesse. Die Art wird sehr geschätzt, da das Fleisch fast so süß ist, wie das der Blaukrabbe (Callinectes sapidus). Das schnelle Wachstum, die einfache Larvenaufzucht, die hohe Fruchtbarkeit und die relativ hohe Toleranz gegenüber Nitrat und Ammoniak (insbesondere Ammoniakstickstoff (NH3–N), der typischerweise giftiger ist als Ammonium, da er leichter über die Kiemenmembranen austreten kann) machen diese Art ideal für die Aquakultur.
Die Art wird in Australien kommerziell gefischt, steht aber auch Freizeitanglern zur Verfügung und der Fang wird von verschiedenen Landesregierungen reguliert.